# Bad Köstritz
Bad Köstritz é uma cidade da Alemanha localizada no distrito de Greiz, estado da Turíngia.